# El Pixador
El Pixador és una muntanya de 420 metres que es troba al municipi de Torrelles de Foix, a la comarca de l'Alt Penedès.